# Neope japonica
Neope japonica är en fjärilsart som beskrevs av Butler 1867. Neope japonica ingår i släktet Neope och familjen praktfjärilar. Inga underarter finns listade i Catalogue of Life.